# Sárkányok háborúja
A Sárkányok háborúja (eredeti címe: Dungeons & Dragons) egy 2000-ben bemutatott amerikai fantasyfilm és kalandfilm, amelyet Courtney Solomon rendezett. A forgatókönyv a népszerű szerepjáték, a Dungeons & Dragons alapján készült. A produkció főszerepében Justin Whalin, Marlon Wayans és Thora Birch. 
A film premierjét 2000. december 8-án mutatták be az Egyesült Államokban. Magyarországon DVD-n volt elérhető 2005. július 13-tól.
A produkció pénzügyileg és filmkritikailag is bukás volt. Ennek ellenére készült folytatása tévéfilmként a Sárkányok börtöne 2. címmel 2005-ben.

## Cselekmény
Izmir fiatal császárnője, Savina egy jogar erejével uralkodik, amely lehetővé teszi számára, hogy aranysárkányokat irányítson. Amikor a köznép számára jogokat akar garantálni, a gonosz Profion által vezetett Mágusok Tanácsa ellene szegül. Azt követelik tőle, hogy adja át a jogart,de Savina visszautasítja őket. Ezután konfliktusra számítva mindkét fél megpróbálja megszerezni a legendás Savrille rudat, amellyel a vörös sárkányok felett ad hatalmat.
A tizenéves tolvajok, Ridley és Snails megpróbálják kirabolni a Sumdall varázslóiskolát. Egy Marina nevű fiatal tanonc kapja el őket, éppen akkor, amikor Profion segédje, Damodar megtámadja a könyvtári varázslót, hogy megszerezze a Savrille rúdjának térképét. Marinának, Ridley-nek és Snailsnek sikerül elmenekülnie a térképpel, és csatlakoznak egy Elwood nevű törphöz.
Rájönnek, hogy ahhoz, hogy a rúddal bejussanak a sírba, szükségük van egy rubinkulcsra, a "Sárkány Szemére". Ridley egy halálos labirintusban találja meg a tolvajok céhében Antiusban. Damodar azonban megérkezik, és elfogja Marinát és a térképet, mielőtt elmenekülhetnének. A csoport többi tagja elmenekül, és a császárnőnek dolgozó Norda elf paladinba botlanak. Mikor rájönnek, hogy ugyanazért az ügyért harcolnak, kiszabadítják Marinát, és visszaszerzik a térképet, de Snails életét veszti.
Mikor megkapják Savrille rúdját, Damodar elveszi tőlük, és Profionnak adja. A harc megkezdődik mindkét oldalon sárkányokkal, míg Ridley meg nem öli Damodart, és vissza nem kapja Profiontól a Savrille rudat. Marina arra biztatja Ridley-t, hogy használja a rudat Profion megbuktatására, de Ridley, mivel rájön, hogy a rúd hatalma megrontja őt, visszautasítja, és elpusztítja azt. Ezután a császárnő egy aranysárkánnyal megöleti Profiont.
Ridley később Marina, Elwood és Norda társaságában meglátogatja Snails sírját. Amikor a Sárkányszemet a sírra helyezi, a rubin elkezd világítani, és Snails neve eltűnik.

## Szereplők
| Szerep           | Színész          | Magyar hangja     |
| ---------------- | ---------------- | ----------------- |
| Ridley Freeborn  | Justin Whalin    | Pálmai Szabolcs   |
| Snails           | Marlon Wayans    | Sárközi József    |
| Marina Pretensa  | Zoe McLellan     | Csondor Kata      |
| Elwood Gutworthy | Lee Arenberg     | Faragó András     |
| Norda            | Kristen Wilson   | Ullmann Zsuzsa    |
| Profion          | Jeremy Irons     | Szakácsi Sándor   |
| Damodar          | Bruce Payne      | Szinovál Gyula    |
| Savina császárnő | Thora Birch      | Molnár Ilona      |
| Vildan Vildir    | Edward Jewesbury | Kardos Gábor      |
| Xilus            | Richard O’Brien  | Dézsy Szabó Gábor |
| Halvarth         | Tom Baker        | n.a               |
| Azmath           | Robert Miano     | Bolla Róbert      |

## Fogadtatás
A filmet gyengének ítélték a filmkritikusok. A Rotten Tomatoeson 9%-os minősítést ért el 94 értékelés alapján, az összefoglaló szerint: „A film olcsónak tűnik, és rossz a rendezése. A tehetséges színészek jelenléte ellenére az alakítások nagyon rosszak, ráadásul Marlon Wayans karaktere sértő lehet, a fekete sztereotípiák rasszista visszavetítése miatt.” Scott Foundas a Varietytől azt írta: „A Xena vagy a Hercules átlagos epizódja sokkal lebilincselőbb és fantáziadúsabb látványvilágot kínál.” Michael Rechtshaffen Hollywood Reportertől azt írta: „A speciális effektek ... semmi különöset nem nyújtanak, ami a legközelebb áll ahhoz, hogy ez a fájdalmasan származtatott roncs valaha is elnyerjen egy jó ajánlólevelet.” Geoff Pevere a Toronto Startól azt írta: „A film olyan olcsó szoftveres kinézetű, mintha a Space csatornán néznék hajnali 4-kor.”
A MetaCritic 14 pontot adott a 100-ból 25 vélemény alapján. Steven Rea a Philadelphia Inquirertől azt írta: „A párbeszédek nagy része a leghülyébb fantáziapép, és a kép nagy részét úgy tűnik, hogy a világosítók ebédszünetben vették fel.” Lisa Schwarzbaum az Entertainment Weeklytől azt írta: „A [film] a hősiesség és apróságok malátás főzete.” Roger Ebert azt írta, hogy „a Dungeons & Dragons úgy néz ki, mintha kidobták volna a játékot, és lefényképezték volna a dobozát.”
A Box Office Mojo szerint a film veszteséges volt. A 45 millió dolláros költségvetésre 33,9 millió dolláros bevétel keletkezett.